# Meyenburg
Meyenburg település Németországban, azon belül Brandenburgban. Lakosainak száma 2129 fő (2023. december 31.).

## Népesség
A település népességének változása:
| Lakosok száma | 2104 | 2083 | 2125 | 2090 | 2129 |
|               | 2017 | 2019 | 2021 | 2022 | 2023 |